# Primera Iglesia Universalista (Providence)
La Primera Iglesia Universalista es una iglesia histórica en 250 Washington Street en la ciudad Providence, la capital del estado de Rhode Island (Estados Unidos).

## Descripción
La iglesia gótica de ladrillo fue diseñada por Edwin L. Howland, un destacado arquitecto local, y construida en 1871-1872. Es el tercer santuario de una congregación fundada en 1821 gracias a los esfuerzos del reverendo John Murray, "el fundador del universalismo estadounidense". Es uno de los pocos edificios de iglesias que quedan en el centro de Providence, un área que una vez albergó una gran cantidad de iglesias.
El edificio de la iglesia se incluyó en el Registro Nacional de Lugares Históricos en 1977.